# Enagás
Enagás S.A.  är ett börsnoterat spanskt företag, som är transmissionsnätoperatör med systemansvar för det spanska transmissionsnätet för naturgas. 
Enagás grundades 1972 som Empresa Nacional del Gas av Spaniens regering för att skapa ett nationellt transmissionsnät för naturgas.  Företaget privatiserades 1994, varvid Gas Natural Fenosa (numera Naturgy Energy Group S.A.) köpte en kontrollpost. Gas Natural Fenosa minskade därefter från 2002 sin andel till 5%, vilket sedan 2006 är den av staten accepterade högsta enskilda ägarandelen i företaget. Staten har genom förvaltningsbolaget Sociedad Estatal de Participaciones Industriales också 5% av Enagás.
Sedan 2019 är 90% av Enagás aktiekapital på Madridbörsen.

## Verksamhet i Spanien
Enagás heläger de fyra LNG-terminalerna i Huelva (37°10′25″N 6°54′40″V / 37.17355°N 6.911°V) i Andalusien, Barcelona (41°20′22″N 2°09′30″Ö / 41.3394°N 2.1583°Ö), Cartagena (37°34′28″N 0°57′34″V / 37.57457°N 0.9595°V) och Gijón i Asturias (43°34′11″N 5°41′36″V / 43.5696°N 5.6934°V), samt 50% i Bahía de Bizkaia Gas i Bilbao 
(43°21′50″N 3°05′52″V / 43.36389°N 3.09778°V) och 72,5% i Saggas LNG-terminal i Sagunto i Valencia (39°37′58″N 0°12′55″V / 39.6329°N 0.2152°V). 
Enagás driver tre underjordiska naturgaslager i Serrablo i Huesca, Gaviota naturgaslager i Biscaya och Yela i Guadalajara.

## Verksamhet utomlands
Enagás äger till 40% Terminal de LNG de Altamira i Altamira i Mexiko tillsammans nederländska Vopak (60%). Företaget är också delägare i grekiska Desfa SA, som driver Revithoussa LNG Terminal.
I Sverige var Enagás 2015–2018, jämte belgiska Fluxys med 50% vardera, ägare av Swedegas. Enagás är också delägare i Trans Adriatic Pipeline mellan Grekland och Italien.